# Дрімлюга польовий
Дрімлюга польовий (Caprimulgus climacurus) — вид дрімлюгоподібних птахів родини дрімлюгових (Caprimulgidae). Мешкає на півночі Субсахарської Африки.

## Опис
Довжина птаха становить 28-43 см, враховуючи довгий хвіст, самці важать 39-58 г, самиці 35-61 г. Забарвлення варіюється від світло-коричневого до коричневого, сіро-коричневого і піщано-охристого. На крилах білі плями. Хвіст східчастий, стернові пера на кінці білі. Центральні стернові пера сягають 28 см.

## Підвиди
Виділяють три підвиди:
- C. c. climacurus Vieillot, 1824 — від Мавританії на схід до західної Ефіопії;
- C. c. nigricans (Salvadori, 1869) — Судан, Південний Судан, захід Еритреї і Ефіопії (долина Білого Нілу і Собату);
- C. c. sclateri (Bates, GL, 1927) — від Гвінеї до Камеруну, півночі ДР Конго і північно-західної Кенії.

## Поширення і екологія
Польові дрімлюги поширені від Мавританії до Ефіопії і Еритреї. Північні популяції взимку мігрують на південь, досягаючи Анголи. Вони живуть в саванах, рідколіссях і чагарникових заростях, на луках, полях і плантаціях. Живляться комахами, яких ловлять в польоті. Сезон розмноження в Сенегалі триває з березня по вересня, в Малі і Нігерії з березня по серпень, в Уганді з травня по липень.